# 安徽医科大学
安徽医科大学（英语：Anhui Medical University，简写：AHMU），简称“安医大”，是一所位于中华人民共和国安徽省合肥市的医科高等院校。学校初为位于上海的东南医科大学，后内迁至安徽省。学校由教育部、国家卫生健康委员会、安徽省人民政府共同建设，在安徽省以及长三角地区的医药高等院校中，享有一定的声誉。
1926年5月（中华民国十五年），郭琦元、汤蠡舟、缪征中、陈重臣等一批医学界人士创办了上海东南医学院。1949年底，因上海政权更替，接受中共中央华东局“面向农村，走向内地”的命令，东南医学院内迁安徽省，成为了安徽省第一所高等医科院校，学校1952年改名为安徽医学院。1985年更名为安徽医科大学。
安徽医科大学在安徽省医学领域名望较高，在长三角地区亦享有充足的声誉。学校属于中华人民共和国教育部“卓越医生教育培养计划”高校，是“长三角医学教育联盟”发起人和创始成员。
安徽医科大学的校本部是梅山路校区，另有翡翠路校区、唐河路东校区、第四临床医学院、巢湖临床医学院、阜阳临床医学院等，共6个校（院）区。校园占地面积2086亩。建筑面积73.85万平方米，教学科研设备总值达6.63亿人民币。
安徽医科大学拥有20个直属教学机构，13所直属附属医院，7所非直属附属医院。截至2021年，学校在职教职医护员工（含直属附院）15163人；全日制在校生20367人，其中普通本科生14631人，硕士研究生4906人，博士研究生411人，留学生419人；有40个本科专业；有4个博士后科研流动站，4个一级学科博士点，44个二级学科博士点，1个专业学位博士点，13个一级学科硕士点，76个二级学科硕士点，8个专业学位硕士点；拥有中国国家重点学科临床医学专业。
安徽医科大学直接负责编辑出版的期刊，共有《安徽医科大学学报》《中国药理学通报》《临床与实验病理学杂志》《中华疾病控制杂志》等15种，其中13种为中文核心期刊。

## 历史沿革

### 东南医科大学
1920年前后，西方科学技术在上海学界活跃。中国人自办的医科大学有同德、南洋等几所。当时，南洋医科大学在上海法租界萨坡赛路租有校舍。国民革命军北伐期间，受五四运动和五卅运动之影响，上海有许多高校因学生罢课而无法继续办学，南洋医科大学由此而分出一部分，在南市区沪军营路另设亚东医科大学，后因办学不力，在北伐军出师上海期间停办，学生流离失所。毕业于日本千叶医科大学、任职于亚东医科大学的郭琦元教授，应亚东学生之请，邀请挚友汤蠡舟、缪征中、陈重臣、柯青等一批医学界人士，接办亚东并收留其学生，筹创东南医科大学（名取亚东之“东”、南洋之“南”。）。
1926年5月29日，上海私立东南医科大学及其附属医院创立，校址在南市区沪军营外马路363号，另租借薛家浜陈宅为校外宿舍，并设附属医院（又称东南医院）。实行校院合一，众推褚民谊为主席校董，郭琦元为校长。9月10日，东南医科大学开学，首期招收医学专科4级学生170人，缪征中任教务长，汤蠡舟任医务长兼医院院长。
1927年秋，校董会修订章程，改办大学五年制，专科即停止招生。
1928年春，杭州广济、苏州医大和广州中法3所医学院先后改组或停办，大批失学学生流入东南医大。

### 东南医学院
1930年春，学校改称东南医学院，并于1931年奉国民政府教育部训令核准立案。1931年春，时值上海南洋医学院停办，转学来校者二百余，统计学生数达五百以上。院本部迁至上海真如镇，原校址改作附属医院。
1933年和1934年学校校庆时，时任中央研究院院长蔡元培前往祝贺，并分别为东南医学院师生题词“好学力行”和“造就良医”，当即传为佳话。
1937年淞沪会战爆发，日军入侵，校舍尽毁，师生员工挤住在沦陷后的租界——萨坡赛路赛路299号院内。
上海东南医学院郭琦元教授因受任中华民国红十字会救护总署负责人随军南下，学校面临困难，濒于解体。在此关键时刻，眼科专家张锡祺教授出任院长，病理学教授叶曙任教务长，他们依靠部分教上海、青岛等地校友，筹集资金，重建校园。张锡祺又以自己经营的上海光华眼科医院营业收入贴补办学经费，使学校在条件十分艰难的情况下，得以延续。抗日战争胜利后，学校搬迁至上海市南市区制造局路。
1949年上海政权变更后，东南医学院接受中共中央华东局发出的“面向农村、面向内地”的号令，在汤蠡舟院长的率领下，于1949年12月底整体迁至安徽省怀远县西门岗，以美国教会兴办淮西中学、培德女子学校、民望医院、民康医院及省立中学等房舍为校址，占地300多亩，是安徽省第一所高等医科院校。
1951年6月22日，华东军政委员会卫生部批准将学校由私立改为国立，委托皖北行署正式接管，学校直属中央卫生部领导。8月27日，东南医学院附属医院从怀远县迁至合肥市前大街（现长江路）。

### 安徽医学院
1952年，学校全部迁建合肥市。当年10月，经安徽省人民政府批准，东南医学院改名为安徽医学院。
1956年，经中华人民共和国卫生部、教育部批准，学校开始招收研究生。
1968年，由于文化大革命的影响，学校迁到凤台县农村，停止招生4年，第一附院停办，第二附院被部队占用，附院皖西分院也被国防工办接管，大批教职医护员工下放，人员流散，校舍、设备损失严重。
1970年春，学校迁回合肥市。经安徽省革命委员会决定，蚌埠医学院、安徽中医学院、芜湖医专撤并到安徽医学院，称“安徽医学院总校”，下设蚌埠、芜湖两分校，开始招收工农兵学员，学制三年。
1973年，中共安徽省委员会、省革命委员会决定取消“安徽医学院总校”建制，恢复蚌埠医学院，筹建皖南医学院。
1975年，学校新建卫生系，设卫生专业；同年，部队归还第二附院。
1976年，安徽中医学院被恢复。中医、药学两个系连同第二附院划给中医学院，学校只保留医疗、卫生两个系，一所附院。
1978年，安徽医学院被定为省属重点大学。
1985年12月，根据安徽省医学教育事业的布局，安徽医学院改名为安徽医科大学。
1990年，经国务院学位委员会批准为博士学位授权单位，成为第一个具有博士学位授予权的省属高校。

### 安徽医科大学
1996年6月，经中华人民共和国教育部批准，正式更名为安徽医科大学。
1998年，经教育部批准，可以招收港澳台研究生。
2003年10月，成立研究生学院（前身是1997年3月成立的研究生部）。
2010年，入选国家“特色重点学科项目”建设高校。
2011年底，入选国家建设高水平大学公派研究生项目。
2012年，入选国家“中西部高校基础能力建设工程”（一期）。2012年11月，入选教育部、卫生部第一批“卓越医生教育培养计划”试点高校。
2013年1月，入选国家级大学生创新创业训练计划实施高校。5月，入选第一批临床医学硕士专业学位研究生培养模式改革试点高校。
2014年，入选安徽省第一批地方特色高水平大学。
2017年1月，经省编办批准，安徽省转化医学研究院正式落户学校，这是安徽省首个转化医学科学领域实体性研究机构。
2019年7月，国家卫生健康委员会下达首批委省共建重点实验室立项建设任务，由安徽医科大学第一附属医院生殖医学团队牵头的配子及生殖道异常研究实验室获批，系全省首个国家卫生健康委重点实验室。12月，发起成立长三角医学教育联盟。

## 教学机构

### 学院设置
安徽医科大学拥有20个直属教学机构。
- 研究生学院
- 基础医学院
- 公共卫生学院
- 口腔医学院
- 卫生管理学院
- 药学院
- 护理学院
- 马克思主义学院
- 生命科学学院
- 生物医学工程学院
- 第一临床医学院
- 第二临床医学院
- 巢湖临床医学院
- 国际教育学院
- 人文医学学院
- 继续教育学院
- 第五临床医学院
- 临床医学院
- 精神卫生与心理科学学院
- 法学院

安徽医科大学拥有1个非直属教学机构，即安徽省转化医学研究院。

### 校区设置

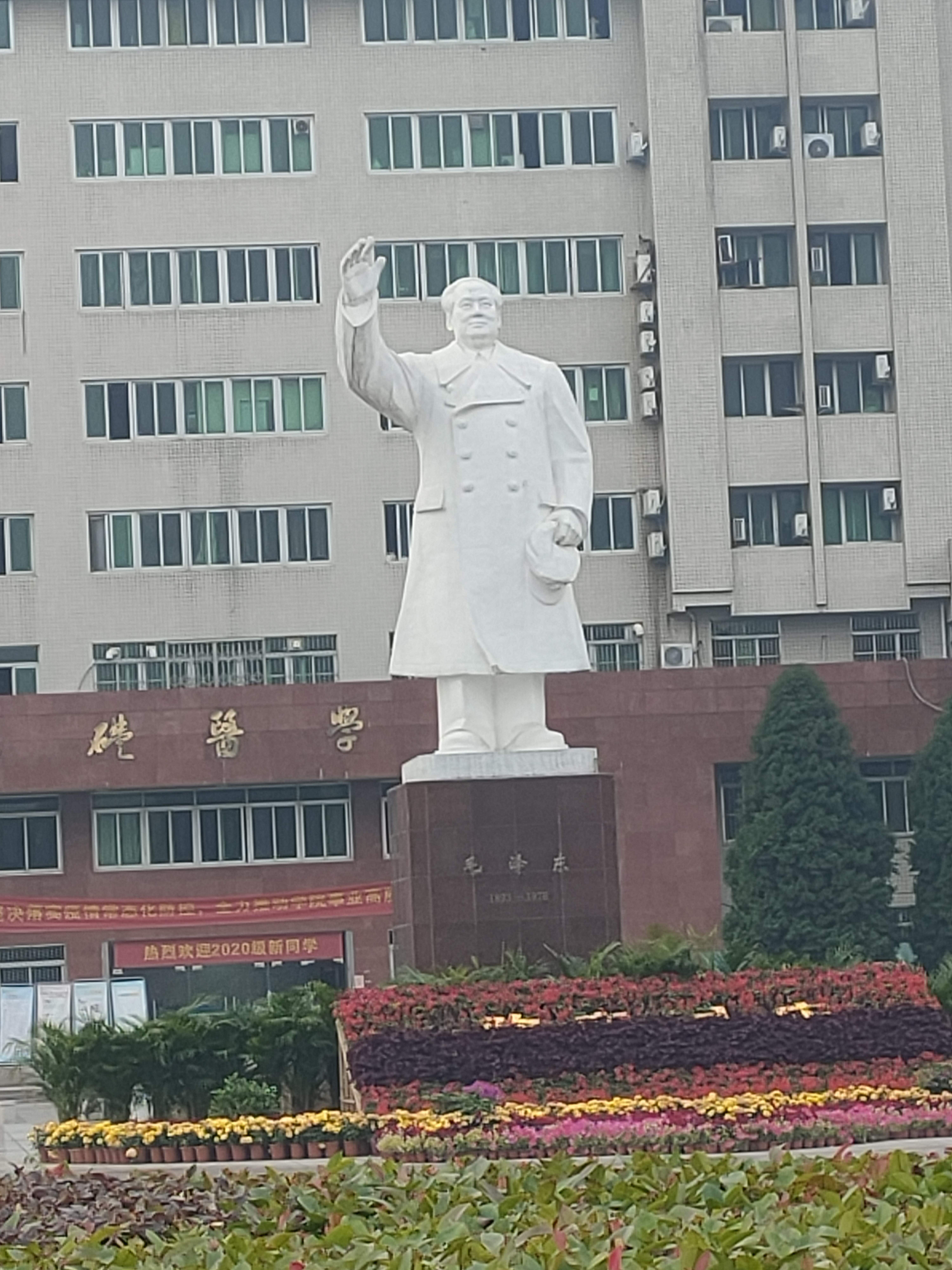
梅山路校区的毛主席塑像是合肥市文物保护单位。2020年拍摄。

学校现有梅山路、翡翠路、东校区和新医科中心（在建）等4个校区
- 梅山路校区（本部）
- 翡翠路校区（南校区）
- 东校区
- 新医科中心

新医科中心（新校区）提前启用仪式举行https://www.ahmu.edu.cn/2024/1013/c4325a163956/page.htm

### 附属医院
截至2021年，安徽医科大学有13所直属附属医院，7所非直属附属医院。拥有临床学院达50余所，实践教学基地90余所。

#### 直属附属医院
- 安徽医科大学第一附属医院
- 安徽医科大学第二附属医院
- 安徽医科大学第四附属医院
- 安徽医科大学附属口腔医院
- 安徽医科大学附属巢湖医院
- 安徽医科大学附属阜阳医院
- 安徽医科大学附属宿州医院（宿州市立医院）
- 安徽医科大学附属海螺医院（芜湖海螺医院）
- 安徽医科大学附属安庆第一人民医院（安徽省安庆市第一人民医院）
- 安徽医科大学附属阜阳人民医院（阜阳市人民医院）
- 安徽医科大学附属亳州医院（亳州市人民医院）
- 安徽医科大学附属滁州医院（滁州市第一人民医院）
- 安徽医科大学附属六安医院（六安市人民医院）

#### 非直属附属医院
- 附属省立医院（安徽省立医院）
- 第三附属医院（合肥市第一人民医院）
- 附属合肥医院（合肥市第二人民医院）
- 附属安庆医院（安庆市立医院）
- 附属妇幼保健院（安徽省妇幼保健院）
- 附属儿童医院（安徽省儿童医院）
- 附属心理医院（合肥市第四人民医院）

### 教职员工
截至2021年6月，学校有在职教职医护员工（含直属附院）15163人，其中正高395人，副高1052人。校本部教职工1400人，专任教师778人，专任教师队伍中具有博士、硕士学位的教师占94.37%，其中正高职称144人，副高职称426人。有35人次在国际学术组织和SCI源期刊任职。7人担任国家级专科学会主委，12人入选教育部高校医药学科教学指导委员会专家。8人次担任国家卫健委“十三五”规划教材主编。10余人获得全国、全省模范教师、优秀教师称号。1人在亚洲学术组织担任主席，10多人获得全国、全省模范教师、优秀教师光荣称号。有1个高校高端人才引进团队，1个教育部科技创新团队，2个安徽省科技创新团队，3个安徽省“115”科技产业创新团队。1名教授入选“万人计划”第一批教学名师。

### 学科建设
学校以医学为主，医学、理学、工学、管理学、法学等学科都有开设。
截至2021年6月，学校拥有4个博士学位授权一级学科点，44个博士学位授权二级学科点；拥有13个硕士学位授权一级学科点，76个硕士学位授权二级学科点；拥有1个博士专业学位授予权学科，8个硕士专业学位授予权学科；学校建有4个博士后科研流动站；拥有1个国家重点学科，2个国家中医药重点学科，14个国家临床重点专科建设项目，3个省级学科建设重大项目，19个省级重点学科，49个安徽省临床重点专科；临床医学、药理与毒理学、公共卫生与预防医学、药学、生物学等5个学科获安徽省属公办普通本科高校一流学科奖补资金项目。
皮肤病与性病学为国家重点学科，中药药理学、中医肿瘤病学为国家中医药重点学科，有12个国家临床重点专科，19个省级重点学科，42个省级临床医学重点学科和重点扶持学科。
截至2020年9月，在ESI（基本科学指标数据库）中，学校临床医学、药理学与毒理学、分子生物学与遗传学、生物与生物化学、免疫学、神经科学与行为学6个学科进入ESI全球排名前1%。

#### 博士后科研流动站
（4个）
药学、临床医学、公共卫生与预防医学、基础医学

#### 一级学科博士学位授权点
（4个）
临床医学、药学、基础医学、公共卫生与预防医学

#### 二级学科博士学位授权点
（35个）
免疫学、内科学、儿科学、老年医学、神经病学、精神病与精神卫生学、皮肤病与性病学、影像医学与核医学、临床检验诊断学、外科学、妇产科学、眼科学、耳鼻咽喉科学、肿瘤学、康复医学与理疗学、运动医学、麻醉学、急诊医学、流行病与卫生统计学、儿少卫生与妇幼保健学、药物化学、药剂学、生药学、药物分析学、微生物与生化药学、药理学

#### 一级学科硕士学位授权点
（13个）
心理学、生物学、生物医学工程、基础医学、临床医学、口腔医学、公共卫生与预防医学、药学、中药学、护理学

#### 博士专业学位授权点
（1个）
临床医学博士

#### 硕士专业学位授权点
（9个）
临床医学硕士、口腔医学硕士、公共卫生硕士、药学硕士、中药学硕士

#### 省级重点学科
（19个）
药理学、病原生物学、免疫学、病理学与病理生理学、儿少卫生与妇幼保健学、口腔临床医学、社会医学与卫生事业管理、中药学、老年医学、内科学（消化系病、传染病、血液病）、神经病学、外科学（泌尿外、骨外、普外）、妇产科学

#### 国家临床重点专科
（12个）
呼吸内科、神经内科、泌尿外科、皮肤科、急诊科、麻醉科、病理科

### 学科建设
截至2014年4月，该校设有临床医学（七年制）、临床医学（五年制）、口腔医学、预防医学、生物技术、护理学、公共事业管理、药学、中药学、医事法学、食品质量与安全、临床药学、生物医学工程等24个本科专业。跻身国家“中西部高校基础能力提升工程”，是国家级大学生创新创业训练计划承担高校。
《流行病学》、《临床药理学》是国家级精品课程，预防医学、药学、临床医学、公共事业管理专业是国家级高等学校特色专业建设点，临床药理学教学团队为国家级教学团队，公共卫生与预防医学实验教学中心获批国家级实验教学示范中心。启动卓越医生教育培养计划，3个项目跻身国家级试点。1门课程入选教育部来华留学英语授课品牌课程。获得国家级教学成果二等奖一项 。
国家级“卓越医生”教育培养计划试点项目：面向农村基层的全科医生人才培养模式改革试点、临床医学硕士专业学位研究生培养模式改革试点、五年制临床医学人才培养模式改革试点。
国家级专业综合改革试点：药学、临床医学
省级特色专业：生物技术、口腔医学、护理学、临床医学（康复医学）、卫生检验与检疫、公共事业管理、麻醉学
省级专业综合改革试点：口腔医学
省级教学团队：医学免疫学教学团队、卫生事业管理教学团队、《思维与沟通》教学团队、麻醉学教学团队、药理学教学团队、妇产科学教学团队
省级实验教学示范中心：基础核医学与辐射防护实验中心、病原与免疫学实验中心、细胞生物学实验中心、形态学实验中心、理化中心、机能学实验中心
省级精品课程：实验室生物安全、外科学、医学形态学实验课程、内科学、分子生物学（研究生）、药事管理学、儿科学、儿童少年卫生学、细胞生物学、卫生管理运筹学、生理学、妇产科学、思维与沟通、儿科学、组织学与胚胎学、病理学、生物药剂学与药物动力学、全科医学概论、细胞生物学、生理学、病理生理学、生物化学、临床流行病学
安徽省人才培养模式创新实验区：医药复合型人才培养模式创新实验区、卫生事业管理专业应用型人才培养模式创新实验区

## 学术研究

### 研究机构
截至2019年7月，学校建有1个科技部省部共建国家重点实验室培育基地，3个教育部重点实验室，1个国家卫生健康委员会重点实验室，32个省部级实验室；有1个教育部科技创新团队，2个安徽省科技创新团队，3个安徽省“115”产业创新团队，3个安徽省高校科研创新平台团队，1个安徽省高校智库；是国家药品临床研究基地。
截至2014年4月，学校建有临床药理、皮肤病、卫生事业管理等65个省、校级研究所，13个中央（财政部）与地方共建实验室。
科技部省部共建国家重点实验室培育基地：皮肤病学教育部重点实验室
国家卫生健康委员会重点实验室：国家卫生健康委配子及生殖道异常研究重点实验室
省部共建重点实验室：省部共建教育部重要遗传病基因资源利用重点实验室
教育部重点实验室：皮肤病学教育部重点实验室、抗炎免疫药物教育部重点实验室
省级（重点）实验室：安徽省基因研究重点实验室、安徽省分子医学重点实验室、安徽省中药研究与开发重点实验室、抗炎免疫药理学安徽省重点实验室、安徽省重要遗传病基因资源利用重点实验室、人口健康与优生安徽省重点实验室、安徽省人群健康与重大疾病筛查和诊断重点实验室、安徽省天然药物活性研究重点实验、口腔疾病研究安徽省重点实验室、消化疾病安徽高校省级重点实验室、病原生物学安徽省重点实验室、老年病分子医学安徽省重点实验室、安徽省内分泌代谢病省级实验室、重大自身免疫性疾病安徽省重点实验室、生殖健康与遗传安徽省重点实验室、认知与神经精神疾病安徽省重点实验室、泌尿生殖系统疾病安徽省重点实验室、人畜共患病安徽高校省级重点实验室、抗炎免疫药理学安徽省重点实验室、环境毒理学安徽高校省级重点实验室、麻醉与围术期医学安徽高校省级重点实验室
国家中医药管理局中医药科研三级实验室：国家中医药管理局中药药理实验室、国家中医药管理局中药药理（抗炎免疫）实验室、国家中医药管理局中药药理（心脑血管）实验室、国家中医药管理局中药化学实验室
安徽省工程技术研究中心：抗炎免疫药物安徽省工程技术研究中心、天然药物活性成分安徽省工程技术研究中心、生命资源保存与人工器官安徽省工程技术研究中心
安徽省科技公共服务平台：安徽省生物医学基础与应用科技公共服务平台、安徽省临床检测技术公共服务平台、安徽省新药安全评价中心
安徽省国际科技合作基地：安徽省护理学国际联合研究中心
安徽省高等学校人文社会科学重点研究基地：安徽医科大学医学人文研究中心
安徽省2011协同创新中心：安徽省疑难重症皮肤病协同创新中心、安徽省神经精神疾病与心理健康协同创新中心、安徽省抗炎免疫药物协同创新中心
安徽省高校产业共性技术研究院：安徽省创新药物研究院
安徽省高校智库：安徽省健康发展战略研究中心
省级研究院：安徽省转化医学研究院
直属科研单位：安徽医科大学临床药理研究所、安徽医科大学皮肤病研究所、安徽医科大学卫生事业管理研究所、安徽医科大学科研实验中心、安徽医科大学实验动物中心、安徽医科大学高等医学教育研究所

### 科研成果
2007年至2012年，该校科技项目总经费达2.54亿元，其中纵向经费达1.99亿元，国家级项目经费占纵向经费的70.7%。获各级各类科技成果奖105项，其中省部级一等奖以上项目7项。发表学术论文9166篇，自然科学类三大检索论文714篇。出版学术著作200余部。
2009年至2013年，该校共承担“863”、“973”计划、国家科技支撑计划和国家自然科学基金项目等420余项。国家自然科学基金立项数近年来保持安徽省属高校领先地位。研究成果分别入选2010年度中国科学十大进展和2012年度中国高校十大科技进展。获国家科技进步二等奖一项、高校自然科学技术奖高等学校科学研究优秀成果奖（科学技术）一等奖一项、中华医学科技奖一等奖三项、中华医学科技奖医学科普奖和卫生管理奖各1项。先后以责任作者单位在《新英格兰医学杂志》、《自然遗传学》等国际著名SCI刊物发表多篇高水平研究论文，在复杂疾病易感基因研究上居国内领先水平。
2008年度，该校共获国家自然科学基金立项35项，总资助经费1018万元；发表国内科技论文1612篇，全国高校排名第49位，首次进入全国高校50强，发表SCI期刊收录论文被引92篇223次，全国高校排名第98位，首次进入全国高校百强行列。
该校皮肤遗传研究团队发现银屑病易感基因，国际著名杂志《自然遗传》（Nature Genetics）在线发表研究成果，这一发现标志着中国银屑病的易感基因研究达到了世界领先水平。继2005年和2006年连续获得中华医学科技奖一等奖之后，该校徐德祥和魏伟教授领衔再获中华医学科技奖三等奖一项。2001级药理学硕士研究生一科技论文被评为2007年度中国百篇最具影响国内学术论文。
2009年度，该校自然科学研究排名跃升至安徽省省内第3位、省属高校第1位。再次荣获中华医学科技奖一等奖，荣获中华医学科技奖科普奖，荣获安徽省科学技术奖二等奖6项、三等奖8项，中华预防医学会科学技术奖三等奖1项。共有246项项目获得资助（含16项横向课题），资助总经费3384.81万元。其中国家自然科学基金立项39项，总资助经费1038万元；新增1项科技部“十一五”计划重大新药创制专项，1项973计划项目前期专项，1项863计划专项。
该校发现银屑病、红斑狼疮和麻风病易感基因的三项原创性重大成果被国际顶尖医学杂志《新英格兰医学杂志》和《自然遗传》刊载。发表论文全国高校排名第44位，全国医药类高校排名第12位，国内论文被引全国高校排名第66位。张学军教授研究组利用全基因组关联研究发现银屑病、白癜风和麻风病易感基因的研究成果被评为2010年度中国科学十大进展之一。
2011年，该校荣获中华医学科技奖卫生管理奖1项，中华医学科技奖三等奖1项，各类省级奖项16项。发表国内科技论文2302篇，在全国高校排名位列第31位，SCI收录文献全国高校排名112位，35篇论文被评为“表现不俗的论文”，8篇论文进入SCI学科影响因子前1/10的期刊。
《2010年自然出版指数中国报告》中该校位列中国区第13位，在《自然》子刊《自然遗传》排名上，该校名列全国榜首。共有426个项目获得资助，资助总经费6078万元，其中国家自然科学基金年度97项，资助经费3809万元，立项数和经费数继续稳居省属高校首位，连续10年保持递增，首次获得国家社科基金立项。截至2012年12月，该校发表在《自然遗传》和《新英格兰医学杂志》的论文已达到17篇[18] 。2012年，该校国家自然科学基金立项88项，总资助经费4339万元，首获国家自然科学基金首批优青项目资助。
截至2019年5月，国家自然科学基金立项数连续15年保持省属高校领先地位。研究成果分别入选2010、2014年度中国科学十大进展和2012年度中国高校科技十大进展。获国家科技进步二等奖1项、教育部高等学校科学研究优秀成果奖一等奖1项、中国青年科技奖2项、中华医学科技奖一等奖4项，安徽省自然科学奖一等奖4项、二等奖5项。先后在《细胞》《新英格兰医学杂志》《自然遗传》等国际著名SCI刊物发表多篇高水平论文。

### 学术资源

#### 馆藏资源
据2019年5月学校和图书馆官网显示，安徽医科大学图书馆馆藏有各种出版类型的馆藏书刊136万册，为全国生物医学文献资源共享网络安徽省级中心馆，拥有安徽省省属高校唯一的教育部科技查新工作站，是安徽省高校数字图书馆医学分中心。
安徽医科大学开通了移动图书馆、安装了万方、维普信息资源系统、中国知网等中文全文数据库；SCIE、CSCD、中国生物医学文献服务系统（SionMed）、Biosis　Previews（BP）等书目文摘型数据库；ELSEVIERScienceDirect（SDOS）、Nature、SpringerLink、Oxford Journals、EBSCO、OVID LWW、Wiley Online Library等外文全文数据库；安装了新东方多媒体学习库、医学教学素材库、网上报告厅、超星数字图书馆、中国数字图书馆和书生之家数字图书馆；安装了读秀知识库原文传递系统和济南泉方本地PubMed原文传递服务等。

#### 学术刊物
安徽医科大学出版中心前身是安徽医科大学学报编辑部，1955年成立，负责编辑、管理和指导安徽医科大学各期刊的编辑出版工作，出版中心由学校直属管理。除了编辑出版《安徽医科大学学报》、《中国药理学通报》、《临床与实验病理学杂志》三份期刊（均被《中文核心期刊要目总览》和中国科技核心期刊收录）外，还代行学校管理、指导由学校主管、主办、承办、协办的12种医学学术期刊，他们是《疾病控制杂志》、《肝胆外科杂志》、《临床骨科杂志》、《临床肺科杂志》、《临床眼科杂志》、《临床护理杂志》（安徽省卫生厅主办）、《颈腰痛杂志》、《中国基层医药杂志》、《中国农村卫生事业管理》（中华预防医学会主办）、以及由安徽省医学会主办、安徽医科大学附属省立医院编辑出版的《立体定向与功能性神经外科杂志》、《临床输血与检验杂志》、《临床心电学杂志》。这15种期刊都具有CN和ISSN刊号，都可以在国内外公开发行。其中的13种被国家科技部中国科技信息研究所论文统计与分析中心收录为统计源期刊，即中国科技核心期刊。

## 合作交流
截至2019年5月，安徽医科大学与中国人民解放军军事医学科学院、清华大学、中国科学院合肥物质科学研究院、香港大学等建立战略合作伙伴关系，与北京航空航天大学合作开展医工交叉创新研究，积极发展“新医科”。
安徽医科大学拥有临床学院达50余所，实践教学基地90余所，分布于安徽省各地市及北京、上海、江苏、山东、浙江、广东、福建、新疆等省（市、自治区）。
学校同美国、德国、英国、俄罗斯、澳大利亚、加拿大、意大利、日本、西班牙、瑞典、马来西亚、加纳、埃塞俄比亚、韩国以及台湾、香港等16个国家和地区的高等院校广泛开展合作交流与合作办学，双方互派专家学者、互派学生、相互交流信息资料、共同开展人才培养和科研合作。
该校主办了2011国家自然科学基金委医学科学领域国家杰出青年科学基金中期答辩与结题验收会、中德复杂疾病遗传学研究论坛、全基因组关联分析研究国际论坛等大型国际国内学术会议。

## 文化象征

### 校徽
校徽图案主体由迎客松、蛇杖和阿拉伯数字“1926”等基本元素组合构成。图案呈圆形，图案内圆上弧为郭沫若所题的中文校名，下弧是安徽医科大学英文全称。其中迎客松代表安徽，蛇杖代表学校的医学属性，1926是学校的建校时间。

### 校训
“好学力行，造就良医”是时任中华民国教育部部长蔡元培先生分别于1933年和1934年为上海私立东南医学院师生的题辞。
“好学”、“力行”是古贤之言，出自《中庸》。蔡元培说，“好学”是“致知”的必经之道，强调的是自觉；“力行”是“致知”的升华之本，倡导的是实践。好学并且力行，方能进入“致知”的“自由王国”。

## 知名校友
- 蒋作君： 中华人民共和国医学家、政治人物。安徽医科大学医疗系毕业，南京医学院病原生物学医学硕士、医学博士，赴美高级访问学者，安徽医科大学教授、博士生导师。任中华人民共和国卫生部副部长。现任全国政协副主席、中国致公党中央委员会主席。
- 金会庆：1982年毕业于预防医学专业，现任中华全国工商业联合会副主席，中华人民共和国政治人物、第十二届全国人民代表大会代表。1993年4月于日本东京大学医学部获医学博士学位。获2002年度国家科技进步一等奖、2005年度国家科技进步二等奖，2012年荣获“中国科学年度新闻人物”。
- 刘莉：1984年毕业于医学系，现任安徽省委常委、统战部部长。
- 姚志彬：1979年毕业于医疗系，现任广东省政协副主席。
- 梁万年：1983年毕业于预防医学专业，现任国家卫生计生委体制改革司司长。
- 徐恒秋：1983年毕业于公共卫生系，现任安徽省环境保护厅厅长。
- 秦伯益：1949年考入东南医学院，中国工程院院士，军事医学科学院院长。中国工程院主席团成员。主要从事神经精神药理毒理学研究，曾获国家发明奖二等奖一项、国家科技进步奖二等奖二项、光华科技基金奖一等奖、军队和地方科技进步奖一、二等奖多项。1998年荣获总后勤部科学技术“一代名师”称号。
- 夏强：1987年毕业于安徽医科大学，现任上海交通大学医学院附属仁济医院院长，中国工程院院士。
- 陈规划：中山大学附属第三医院院长、党委副书记、教授、博士研究生导师。近年来承担了国家973计划项目、863计划项目等多项基金资助，先后获国家科学技术进步二等奖，教育部科学技术进步一等奖，第二届中国医师奖，中国医院优秀院长奖，2005-2006年度卫生部有突出贡献中青年专家称号。
- 黄教悌：1983年毕业于临床医学专业，现任加州大学洛杉矶分校医学院泌尿外科病理学系主任。
- 吴尊友：1985年毕业于预防医学专业，现任中国疾病预防控制中心性病艾滋病预防控制中心主任。
- 张锡祺：近代中国眼科专家，上海学界医学泰斗。曾任安徽医学院院长，中国科学院安徽分院副院长，第二届全国人大代表。
- 李同度： 近代著名外科学家、泌尿外科学家、肿瘤学专家、教授。国务院肿瘤防治研究办公室顾问、中国癌症研究基金会副主席、中国抗癌协会常务理事、姑息治疗专业委员会主任委员、社会服务部部长。中国癌痛控制与姑息治疗先驱。
- 赵敏学： 近代中国解剖学家，中华人民共和国政治人物，曾任安徽省人大常委会副主任，中国民主同盟中央委员会委员，第三、五、六、七届全国人大代表。
- 耿兆麟： 近代中国外科学家，曾任安徽医科大学教授、名誉校长，第五、六、七届全国政协委员。
- 于仲嘉：中国当代著名显微外科专家，骨科主任医师，终身教授，世界外科学会会员。首批享受政府特殊津贴专家。现任中国上海国际四肢显微外科训练中心主任、上海市创伤骨科临床医学中心名誉主任、上海市四肢显微外科研究所名誉所长、上海交通大学教授和机械与动力工程学院兼职教授、安徽医科大学兼职教授。
- 许嵩：2008年毕业于卫生管理专业，中国内地知名音乐人。
- 刘德培：医学分子生物专家。研究员，博士生导师，中国工程院院士。现任中国医学科学院院长、北京协和医学院院长。
- 何蕴韶：中山大学教授，博士生导师，中山大学达安基因股份有限公司董事长，卫生部医药生物工程技术研究中心主任。
- 姚志彬：中山大学中山医学院教授，博士生导师，现任十一届全国政协常委，九三学社中央常委、广东省委会主委，广东省政协副主席。
- 凌文华：中山大学预防医学研究所教授，教授/博士生导师 、中山大学公共卫生学院院长、中山大学预防医学研究所， 所长、中山大学卫生干部培训中心 主任。